# Paul von Liechtenstein-Kastelkorn

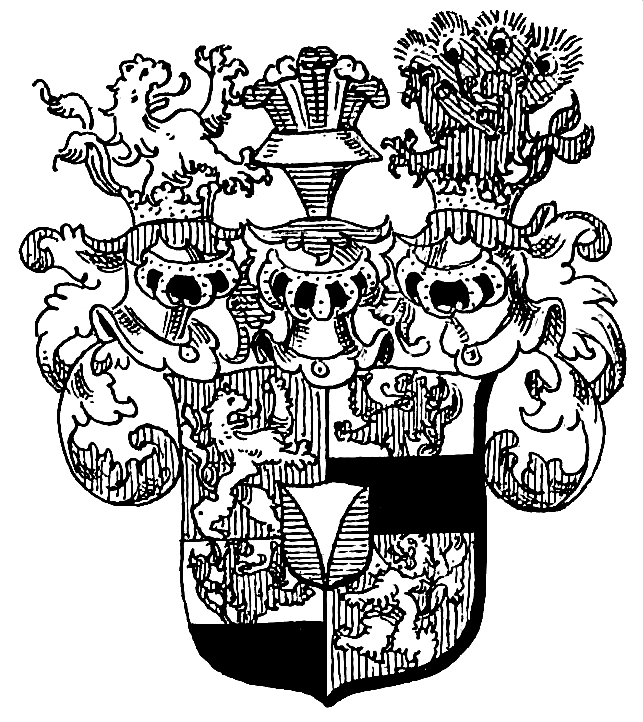
Wappen Liechtenstein-Kastelcorn 1506

Paul von Liechtenstein-Kastelkorn (* um 1460; † zwischen 4./10. Juni 1513 in Augsburg, bestattet in Bozen). Er war Hofmarschall von Kaiser Maximilians I. und gehörte zu seinen Vertrauten.
Er entstammte einer Trienter Familie von Ministerialen, den Liechtenstein-Kastelkorn. Sein Vater Balthasar († 1478) stand in Diensten des Bischofs von Trient und des Erzherzogs Sigismund von Tirol. Seine Mutter war Dorothea Fuchs von Fuchsberg.
1482 trat er in die Dienste des Erzherzogs Sigismund ein und wurde 1489 Hofmarschall. In dieser Position wurde er von Maximilian I. übernommen, dessen besonderes Vertrauen er gewann und der ihm bald die Verwaltung seiner Finanzen übertrug. Dabei verstand er es, eine allzu große Verschuldung der Erbländer zu verhindern. 1494 ist er als Pfleger der Gerichtsämter Thaur bei Innsbruck und Sarnthein bei Bozen bezeugt. 1499 wurde er mit Castelcorno in Isera bei Rovereto belehnt, von dem der Namenszusatz Kastelkorn abgeleitet ist. 1502 erwarb er Schloss und Herrschaft Schenna bei Meran und baute es zum Familiensitz aus, und 1505 erhielt er die Hauptmannschaft Rattenberg am Inn als Pfandschaft.
Im gleichen Jahr erhielt er den Orden vom Goldenen Vlies und wurde 1506 vom Kaiser zum Ritter geschlagen. Obwohl es wegen der kaiserlichen Ausgabenpolitik zu schweren Verstimmungen kam, hatte er bis zuletzt die Verantwortung über die Finanzen.
Er starb 1513 in Augsburg, wohin er zu Verhandlungen mit den Fuggern gereist war.
Paul war mit Barbara von Schrofenstein († 1513) verheiratet und hatte mehrere Kinder, aber nur Christoph Wilhelm heiratete – Magerethe von Rappoltstein – und hatte Nachkommen. Seine Schwester Katharina heiratete Gabriel von Taxis, zwei weitere Brüder Pawel und Christopher Philipp starben unverheiratet.